# Belmont-Bretenoux
Belmont-Bretenoux är en kommun i departementet Lot i regionen Occitanien i södra Frankrike. Kommunen ligger i kantonen Bretenoux som tillhör arrondissementet Figeac. År 2022 hade Belmont-Bretenoux 406 invånare.

## Befolkningsutveckling
Antalet invånare i kommunen Belmont-Bretenoux
| Referens: INSEE |